# Bernardim Ribeiro

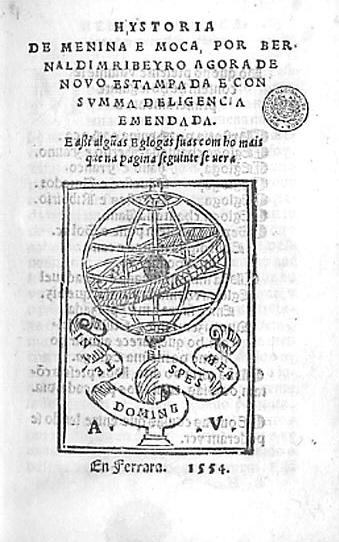
Hystoria de menina e moça, 1554.

Bernardim Ribeiro född 1482 i Torrão, död 1552 i Lissabon var en portugisisk poet och författare under renässansen.
Hans Livro de Saudades, mest känd som Menina e moça, är ett av de främsta exemplen på herdediktning inom renässansens litteratur.